# Garou

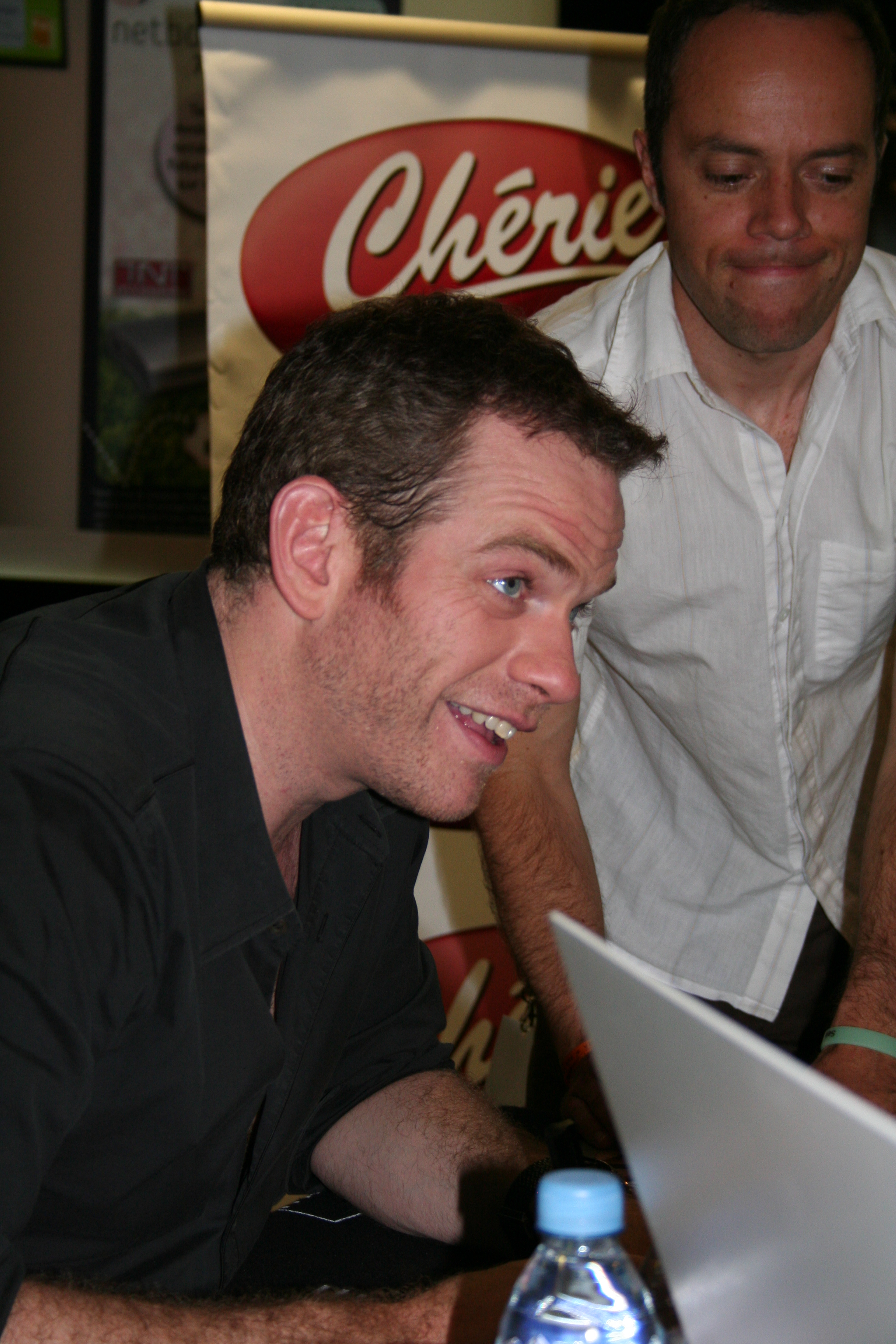

Pierre Garand (26 de junho de 1972, Sherbrooke, Québec), mais conhecido como Garou, é um cantor canadense. É mais conhecido por seu trabalho no musical Notre-Dame de Paris (interpretando Quasimodo).
Em 2000, deu início à sua carreira solo com o seu álbum "Seul" (Sozinho). Em novembro de 2003, lançou seu segundo álbum, "Reviens", e, em junho de 2006, o seu terceiro álbum, o qual batizou de "Garou". Em Maio de 2008, lançou o seu primeiro trabalho em língua inglesa, "Piece of my Soul", promovido através do tema "Stand Up".
Também é conhecido por ter apresentado o Destination Eurovision 2018, a final nacional para determinar o intérprete francês para o Festival Eurovisão da Canção 2018. Apresentou-se diversas vezes no Prêmio NRJ Music, e tem participação no projeto Les Enfoires (que acontece anualmente).

## Discografia

### Álbuns
- 2000 : Seul
- 2001 : Seul ... avec vous (ao vivo)
- 2003 : Reviens
- 2006 : Garou
- 2008 : Piece Of My Soul
- 2009 : Gentleman Cambrioleur
- 2010 : Version Integrale

### Singles
- Notre Dame de Paris (1998) (Musical com vários artistas)
  - "Belle" (com Daniel Lavoie e Patrick Fiori)
  - "Dieu que le monde est injuste" (lançado em 1999)
- Seul (2000)
  - Seul
  - Gitan
  - Je n'attendais que vous
  - Sous le vent (com Céline Dion)
  - Que l'amour est violent
- Seul... avec vous (2001) (ao vivo)
  - Le monde est stone
- Reviens (2003)
  - Reviens (où te caches-tu?)
  - L'aveu
  - Et si on dormait
  - Passe ta route
  - La rivière de notre enfance (com Michel Sardou)
- Garou (2006)
  - Je suis le même
  - L'injustice
- Piece Of My Soul (2008)
  - Stand Up
  - Heaven's Table
  - Burning

## Videos
- Live à Bercy (2002) [VHS e DVD]
- Routes (2005) [DVD]